# Kolace (textologie)
Kolace nebo též kolacionování (lat. collatio původem z collatum od conferre ,snášet, shrnovat; srovnávat‘) je porovnávání dvou nebo více verzí téhož textu, například originálu a jeho opisu. Kolacionování je základních metodou textové kritiky, umožňující stanovit z více verzí rukopisu či z více vydání díla pravděpodobné správné znění textu. Pomáhá také například identifikovat, který text byl předlohou jiné verze apod.
V polygrafické terminologii se pojmem kolace označuje tzv. snášení – sestavení a kontrola správnosti knižního bloku před vazbou knihy.